# Вознесенское (Костромская область)
Вознесенское — деревня в Ореховском сельском поселении Галичского района Костромской области России. 

## География
Деревня расположена на берегу реки Вёкса.

## История
Согласно Спискам населенных мест Российской империи в 1872 году село Вознесенское относилось к 1 стану Галичского уезда Костромской губернии. В нём числилось 18 дворов, проживало 103 мужчины и 119 женщин. В селе имелась православная церковь, находилось Вознесенское волостное правление.
Согласно переписи населения 1897 года в селе Вознесенское проживало 128 человек (56 мужчин и 72 женщины), в усадьбе Вознесенское проживало 23 человека (13 мужчин и 10 женщин).
Согласно Списку населенных мест Костромской губернии в 1907 году село Вознесенское и усадьба Вознесенское относились к Вознесенской волости Галичского уезда Костромской губернии. По сведениям волостного правления за 1907 год в селе числилось 14 крестьянских дворов и 90 жителей, а в усадьбе — 1 двор и 6 жителей. Имелась школа, сыроваренный завод. Основными занятиями жителей села, помимо земледелия, были малярный и плотницкий промыслы.
До муниципальной реформы 2010 года деревня входила в состав Унорожского сельского поселения.